# SN 2002lh
SN 2002lh – supernowa typu Ia odkryta 9 czerwca 2002 roku w galaktyce A144420+3115. W momencie odkrycia miała maksymalną jasność 21,00m.